# Andrea Giganti
Andrea Gigante (Trapani, 1731 – Palermo, 1787) è stato un architetto italiano.

## Biografia

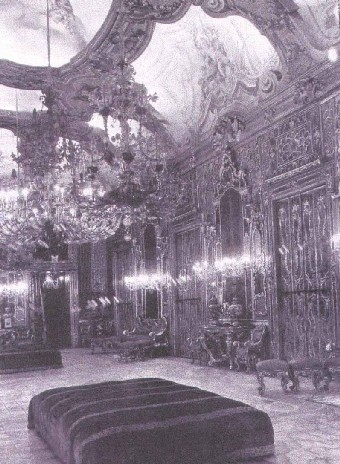
Interno di Palazzo Gangi

Nel 1755 costruì lo scalone di palazzo Bonagia a Palermo, ma talvolta fu attivo anche a Sciacca. Operò decisivi interventi nel palazzo Valguarnera Gangi di Palermo, soprattutto creando il doppio scalone "a tenaglia" e le decorazioni del salone di rappresentanza (noto per la celebre scena del ballo del film "Il Gattopardo" di Visconti.

## Opere
- 1755c., Scalone, manufatto architettonico a tenaglia realizzato in marmo rosso di Castellammare del Golfo, opera presente a Palazzo Bonagia di Palermo.
- 1782 Pavimenti, manufatti marmorei, Cappella di San Basilio e Cappella di Santa Rosalia della chiesa del Santissimo Salvatore.
- XVIII secolo, Volta traforata, manufatto architettonico, opera presente nel Salone degli Specchi del Palazzo Valguarnera-Gangi.